# بلگاره
بلگاره (به ایتالیایی: Bolgare) یک کومونه در ایتالیا است که در استان برگامو واقع شده‌است. بلگاره ۸ کیلومتر مربع مساحت و ۵٬۸۴۸ نفر جمعیت دارد و ۱۹۹ متر بالاتر از سطح دریا واقع شده‌است.